# Савка (рід птахів)
Са́вка (Oxyura) — рід гусеподібних птахів родини качкових (Anatidae). Представники цього роду мешкають на усіх континентах, за винятком Антарктиди. В Україні зустрічається один вид — савка білоголова (Oxyura leucocephala).

## Опис
Савки — це невеликі, кремезні качки, середня довжина яких становить 36-51 см, розмах крил 52-70 см, вага 476-1300 г. Вони мають довгі, жорсткі, східчасті хвости, часто направлені догори, і великі блакитні дзьоби, роздуті біля основи. Їхні ноги розташовані далеко позаду, через що птахи незграбно пересуваються по землі і рідко покидають воду. Савки мають складу систему линьки, через що в польових умовах визначити їх вік буває складно. На початку гніздування птахи проявляють специфічну демонстраційну поведінку, коли вони видають барабанний звук з надутих горлових мішків, енергійно рухають головою і піднімають короткий чуб на голові.
Савки живуть на прісних і солонуватих внутрішніх водоймах, на міграції і в місцях зимівлі зустрічаються на морських мілководдях та на інших солоних водоймах. Добре плавають і пірнають, на суходіл виходять рідко. Літають неохоче, при небезпеці пірнають у воду. Живляться переважно водними безхребетними — ракоподібними, молюсками, черв'яками, комахами та їх личинками, а також насінням, корневищами і зеленими частинами водних рослин та водоростями.

## Види
Виділяють шість видів:
- Савка американська (Oxyura jamaicensis)
- Савка андійська (Oxyura ferruginea)[14]
- Савка аргентинська (Oxyura vittata)
- Савка австралійська (Oxyura australis)
- Савка африканська (Oxyura maccoa)
- Савка білоголова (Oxyura leucocephala)

Відомо також кілька вимерлих видів савок:
- Oxyura vantetsi — голоцен Нової Зеландії
- Oxyura zapatinima – плейстоцен Мексики (Халіско)
- Oxyura bessomi – середній плейстоцен США (Каліфорнія)
- Oxyura hulberti – пізній пліоцен або ранній плейстоцен США (Флорида)

Ще один вид — "Oxyura" doksana з міоценових відкладень Чехії не можна зі впевненістю віднести до цього роду.

## Етимологія
Наукова назва роду Oxyura походить від сполучення слів дав.-гр. οξυς — гострий і ουρα — хвіст.